# Junimisten
Junimisten (rum. gruparea junimistă), von der literarischen Gesellschaft Junimea herrührender Name einer Gruppe von Jungkonservativen in Rumänien.

## Geschichte
Die literarische Gesellschaft „Junimea“  wurde im Jahr 1863 in Jassy unter anderem von Petru Carp, Theodor Rosetti, Titu Maiorescu, Vasile Pogor und Iacob Negruzzi gegründet. Sie war die einflussreichste geistige, kulturelle und politische rumänische Vereinigung des 19. Jahrhunderts. Dominierende Köpfe der Junimea waren in den Anfangsjahren vorrangig Titu Maiorescu in kulturellen Dingen und Petru Carp in politischen Angelegenheiten. Mit der Zeitschrift „Convorbiri literare“ gewannen die sogenannten Junimisten ab 1867 kulturell und politisch an Einfluss.
Im Jahr 1882 traten insbesondere zwischen den politischen Führern der Junimisten um Petre Carp und Theodor Rosetti und den Altkonservativen größere Meinungsverschiedenheiten auf. Der spätere Ministerpräsident Petru Carp strebte eine Reorganisation der konservativen Partei an. Aufgrund dessen trennten sich die Jung- und Altkonservativen. Mit Ministerpräsidenten Theodor Rosetti erhielt das sogenannte „Junimistenkabinett“ am 23. März 1888 erstmals Regierungsverantwortung. Nachfolgend gründete man eine eigene Partei die „Partidul Constituţional“. Am 1. Mai 1891 wurde Petru Carp zu deren Präsident gewählt. Sechzehn Jahre später fusionieren die konservativen politischen Parteien in Rumänien und wählen Petru Carp am 21. April 1907 zum Vorsitzenden der „Partidului Conservator“.